# Jennette McCurdy
Jennette Michelle Faye McCurdy (n. 26 iunie 1992) este o actriță americană de film, cântăreață și compozitoare de muzică country pop. Este cunoscută publicului datorită rolului (Sam Puckett) pe care l-a interpretat în sitcomul televiziunii Nickelodeon, iCarly. A apărut, de asemenea, într-o serie de alte seriale notabile, precum True Jackson, VP, Malcolm in the Middle și Lincoln Heights.Jennette a jucat alături de Ariana Grande în Sam și Cat,de pe nickelodeon.

## Filmografie
| colspan="4" style="background:#b0c4de;" |                             |               |      |
| An                                      | Film/Serial                 | Rol           | Note |
| --------------------------------------- | --------------------------- | ------------- | ---- |
| 2000                                    | MADtv                       |               |      |
| 2002                                    | CSI – Crime și Investigații |               |      |
| 2003                                    | Malcolm in the Middle       |               |      |
| 2004                                    | Karen Sisco                 | Josie Boyle   |      |
| 2004                                    | Strong Medicine             | Hailey Campos |      |
| 2009                                    | "iCarly"                    | Sam Puckett   |      |
| 2013                                    | "Sam & Cat"                 | Sam Puckett   |      |